# Reovačka greda
Reovačka greda (srbsko Реовачка греда) je greben Orjena, ki se nahaja v Krivošiji v jugozahodni Črni gori in ločuje planoto Bijela gora od preostalega pogorja. Greben se razprostira v dolžini 17 kilometrov od vrha Vučji zub na zahodu na meji med Črno goro in Bosno in Hercegovino ter vasi Crkvice in Malov Do na vzhodu. Njen najvišji vrh je Pazua z višino 1769 metrov, nadmorska višina grebena pa ne pade pod 1700 m. Na zahodu greben omejuje vrh Međugorje, na vzhodu pa Vučji zub.
Reovačka greda, ki leži v močno zakraselem pogorju Orjena, je sestavljena pretežno iz apnenca jurskih starosti. Južna stran grebena je urejena za tradicionalno plezanje.